# وجيه الدين الكزبري
وجيه الدين الكزبري ويعرف أيضاً بالكزبري الصغير أو الحفيد هو وجيه الدين أبو المحاسن عبد الرحمن بن محمد بن عبدالرحمن بن محمد الكُزْبَري الدمشقي، محدث الديار الشامية ورئيس العلماء بها.

## سيرته
ولد يوم عيد الفطر 1184 هـ في دمشق، ونشأ وتربى في عناية والده.
بعد موت والده وجه عليه تدريس صحيح البخاري تحت قبة النسر بالجامع الأموي فدرس عندها نحوًا من 50 سنة، وكان يحضره كثير من العلماء للأخذ عنه، وحج عدة مرات كانت وفاته في آخرها.
كان آخر من روى عن كثير من الأعلام المسندين، وشارك شيخه صالح الفلّاني المتوفي 1218 هـ في 7 من شيوخه وعاش بعده نحوًا من 45 سنة، وأخذ عن 3 من طبقة مشايخ مرتضى الزبيدي وعاش بعده 60 سنة.

## شيوخه
أخذ عن جملة من الشيوخ من الشام والحجاز والعراق ومصر وأجازوه عامة، وبلغ شيوخه ما يقارب الخمسين، ذكرهم في ثبت له.
من أبرزهم والده محمد بن عبد الرحمن الكزبري الوسيط وأحمد بن عبيد الله العطار ومحمد بن بدير المقدسي وأحمد بن علوي باحسن جمل الليل وصالح بن محمد الفلاني ومحمد طاهر سنبل وخليل بن عبد السلام الكاملي وعلي بن عبد البر الونائي وعبد الملك بن عبد المنعم القلعي وعبد القادر بن أبي بكر الصديقي وأحمد البربير ومرتضى الزبيدي ومحمد سعيد السويدي ومصطفى بن محمد الرحمتي وعبد الرحمن البعلي.
وأجازه من مصر مكاتبة عبد الله بن حجازي الشرقاوي ومحمد الأمير الكبير وأحمد بن موسى العروسي ومحمد الشنواني ومحمد بن سالم ثعيلب الفشني وغيرهم.

## تلاميذه
أخذ عنه كثير من علماء الشام وغيرهم من مختلف الأقطار الإسلامية، وممن أخذوا عنه من الشاميين ولده أحمد مسلم الكزبري وعبد الغني الميداني وحسن الشطي وأبو النصر الخطيب وعبد الله بن درويش السكري ومحمد سعيد بن عمر الحبال وسليم المسوتي ومحمود حمزة وأحمد بن سليمان الأروادي ويوسف بن بدر الدين والد بدر الدين الحسني وحسن البيطار والد عبد الرزاق البيطار، ومن الحجاز أحمد زيني دحلان ونور الدين الوتري، ومن مصر أحمد منة الله المالكي، ومن الهند عبدالغني الدهلوي، ومن العراق أبو الثناء الآلوسي، ومن اليمن محمد بن ناصر الحازمي.

## وفاته
توجه الكزبري إلى الحجاز لأداء مناسك الحج في 1262 هـ بصحبة الشيخ حامد العطار، إلا أنه توفي بعد العود من الوقوف رابع أيام عيد الأضحى، وصلي عليه في المسجد الحرام ودفن بمقبرة المعلاة.